# Paris School of Business
Paris School of Business (tidigare ESG Management School) är en europeisk handelshögskola som verkar i Paris och Rennes. Skolan grundades år 1974.
Alla PSB program är internationellt dubbelackrediterade av AMBA och CGE. Bland skolans alumner finns ett antal framstående affärsmän och politiker, som till exempel Franck Louvrier (CEO Publicis Events) och Vianney (Singer).